# Dinotrema remotum
Dinotrema remotum är en stekelart som beskrevs av Papp 1999. Dinotrema remotum ingår i släktet Dinotrema och familjen bracksteklar. Inga underarter finns listade i Catalogue of Life.